# Kölsche Originale
Als Kölsche Originale (kölsch „Kölsche Orjenaale“) bezeichnet man in Köln historische stadtbekannte Personen, die durch ihre besonderen Fähigkeiten, Angewohnheiten, Fehler oder Schwächen in aller Munde waren.
Kölsche Originale stammen meist aus dem 18. und 19. Jahrhundert, als Köln noch vergleichsweise überschaubar war. Obwohl sie teilweise schon mehr als ein Jahrhundert tot sind, leben die Originale in Erzählungen und Legenden weiter. Ihre Bilder und Namen zieren Biergläser und Bierdeckel, sind Blickfang für Geschäftsauslagen, dienen als Vorlagen für Karnevalsorden, schmücken Häuserfronten oder treten als Puppen im Kölner Hänneschen-Theater auf. Als lebende Figuren tauchen sie in jedem Jahr im Kölner Straßenkarneval, auf Maskenbällen, Karnevalssitzungen und Kölner Heimatbühnen auf.

## Tünnes und Schäl
Tünnes und Schäl sind zwei legendäre Figuren aus dem Hänneschen-Puppentheater der Stadt Köln. Es sind die einzigen fiktiven Personen, die im weitesten Sinne zu den Kölschen Originalen gezählt werden, da man ihnen zahlreiche kölsche Eigenarten zuschreibt. Tünnes (Kölscher Kosename für Anton) erscheint zumeist mit dem Kittel, der Mütze und den typischen Holzklumpen der Arbeiter, hat jedoch mit Arbeit recht wenig im Sinn. Lieber frönt er dem Müßiggang und der Trunksucht. Schäl hingegen, der auf Grund seines ausgeprägten Silberblicks den Namen bekommen hat, spiegelt die Verschlagenheit im Kölner wider. Überall wird ein „Lappührchen“ (ein kleines Nebengeschäft) oder ein kleiner Schwarzhandel getrieben. Selten kommt einer der beiden alleine daher. So wie auch sonst im Leben die Faulheit und die Verschlagenheit, um mühelos durchs Leben zu kommen, zusammen gehören.

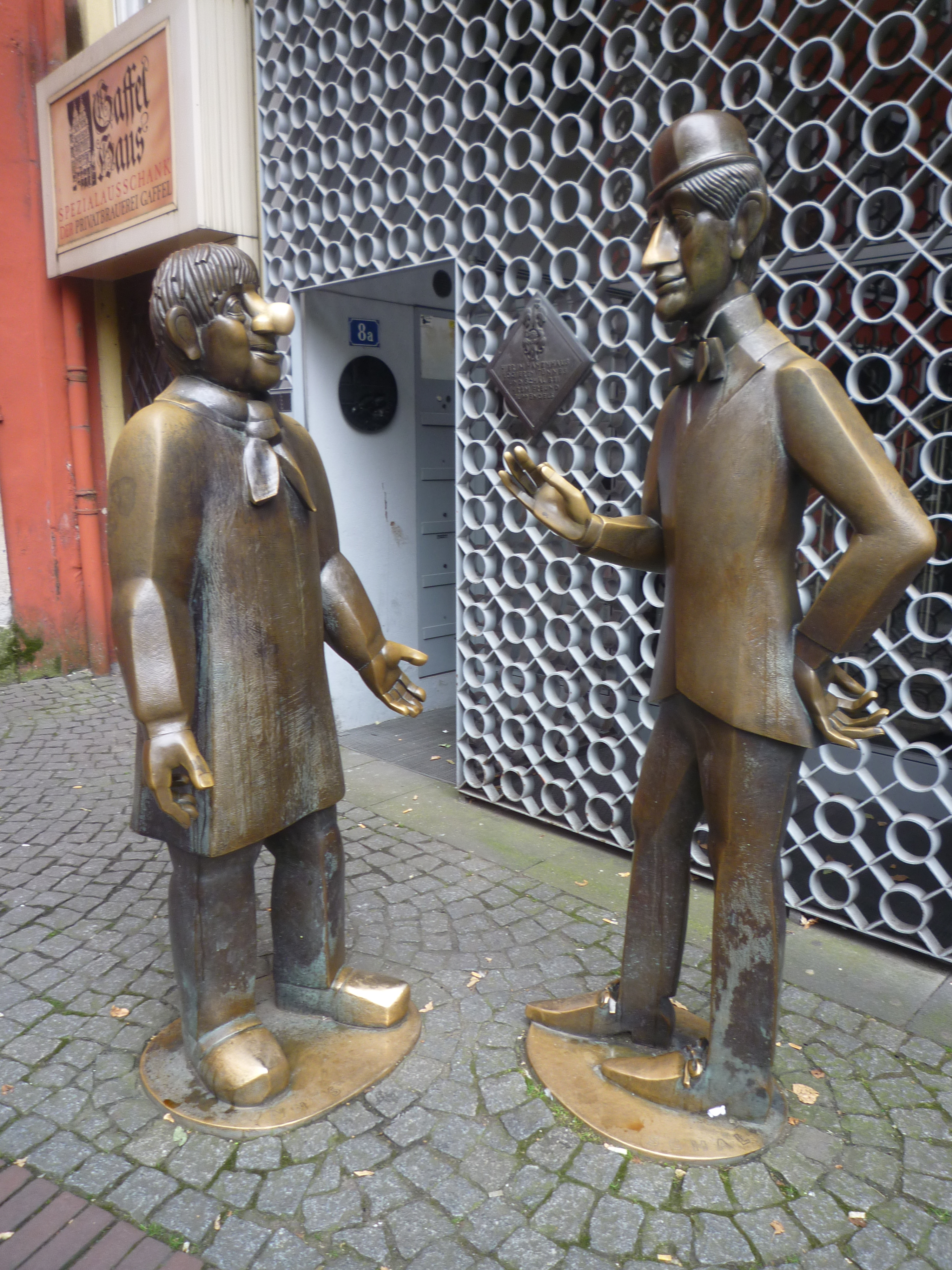
Tünnes und Schäl, als Denkmal in der Kölner Altstadt

## Orgels Palm

Johann Palm

Johann Joseph Palm (1801–1882) war Husar, Militärinvalide und Drehorgelspieler. Um 1815 begann er eine Ausbildung als Vergolder und Lackierer und war anschließend in diesen Berufen tätig. 1820 wurde er zum 1. Leib-Husaren-Regiment Nr. 1, den „Schwarzen Husaren“ nach Danzig eingezogen. Nachdem er im Kampf verwundet wurde, kehrte er nach Köln zurück und erhielt eine Orgeldreher-Konzession. Beim Drehorgelspiel im Kölner Straßenleben trat er weiterhin im weißverschnürten Waffenrock der „schwarzen Husaren“ auf.
Durch seine Darbietungen war Palm im Kölner Straßenbild schließlich so bekannt, dass er später als Stadtoriginal bezeichnet wurde.

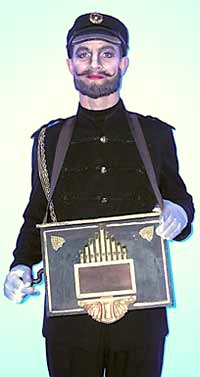
Orgels Palm

## Fleuten Arnöldche
Arnold Wenger (1836–1902) war Straßenmusiker. Er entlockte seiner Querflöte die herrlichsten Töne und Melodien. Der Beifall, der ihm in der elterlichen Gaststätte entgegenschlug, wenn er die Gäste mit seinem Flötenspiel unterhielt, brachte ihn auf die Idee, seinen Unterhalt mit der Musik zu bestreiten. Und so begann der behäbige, untersetzte Bursche mit dem runden, rosigen Gesicht, der Stulpnase, den vergnügt und lustig zwinkernden Schlitzaugen seine Karriere auf Kölns Straßen.
Fleuten-Arnöldche, wie er bald genannt wurde, war immer mit sich und der Welt zufrieden. Er wurde zur kölnischen Volksfigur mit starken Anklängen an den mittelalterlichen Narren. Kein Künstler, kein geistvoller Witzling, sondern eben „nur“ ein Kölner Original, dessen naive, beschränkte Lebensart die Freude aller hervorrief.

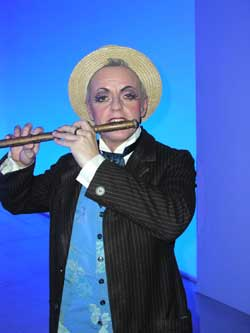
Fleuten Arnöldche

## Lehrer Welsch
Heinrich Welsch (1848–1935) war Gründer und Direktor der ersten Hilfsschule in Köln-Kalk. Seine Verdienste bei der Förderung von geistig und körperlich behinderten Kindern sind anerkannt. Bekannt jedoch wurde Heinrich Welsch erst viele Jahre später, und zwar durch ein Lied, das 1938 anlässlich einer Feier der Karnevalsgesellschaft „Mer blieve zesamme“ von den „Drei Laachduve“ getextet und vertont wurde. Im Laufe der Kriegsjahre wurde der Text des Liedes leicht verändert, und Lehrer Welsch wurde im Lied von Kalk in die linksrheinische Kaygasse versetzt, weil es sich besser reimte („In d'r Kaygass Nummero Null“). So wurde dem Lehrer Welsch auf ungewöhnliche Weise bis in unsere Zeit ein Denkmal gesetzt (siehe De Vier Botze).

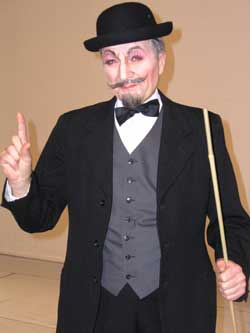
Lehrer Welsch

## Maler Bock

Heinrich Peter Bock

Heinrich Peter Bock (1822–1878) sollte eigentlich das Metzgerhandwerk erlernen. Doch Heinrich hatte anderes im Sinn. In seiner bürgerlichen Umgebung wurde er schnell zur stadtbekannten Figur, die ständig ihren Wohnsitz wechselte. Bocks gestelzte Sprache sorgte für ständige Heiterkeit insbesondere bei den Marktfrauen, deren Star er war. Zu jedem Namenstag erschien Bock als Gratulant. In der rechten Hand einen selbst gepflückten Blumenstrauß, unter dem linken Arm eine Mappe, angeblich Zeichnungen und Bilder enthaltend, die niemals von jemandem gesehen wurden.

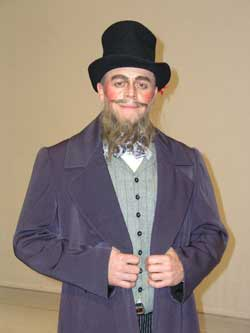
Maler Bock

## Läsche Nas

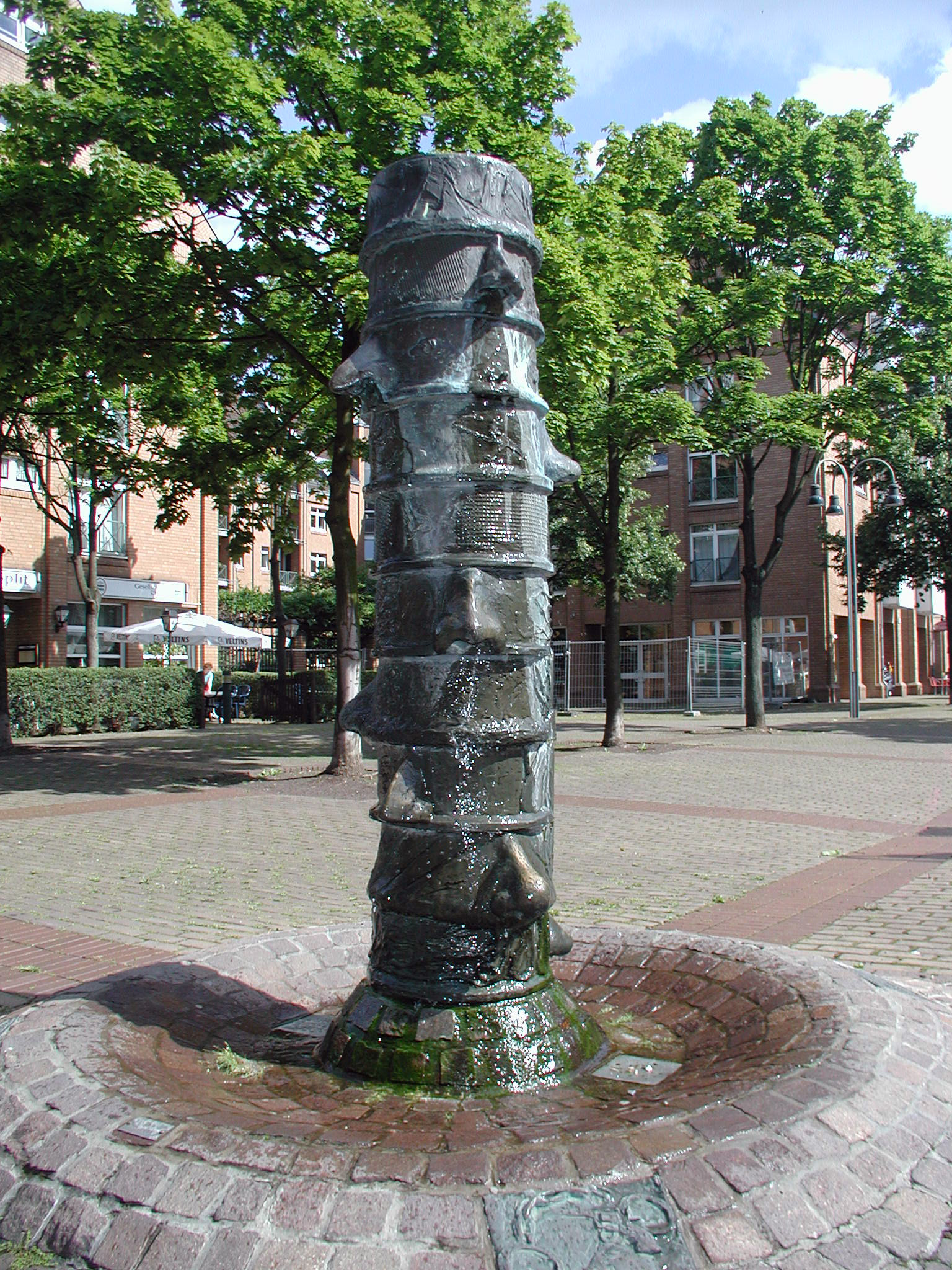
Läsche-Nas-Brunnen, Köln-Ehrenfeld

Andreas Leonhard Lersch (1840–1887) war Metzger, Schauspieler, Bezirksabdecker, städtischer Hundefänger und Scharfrichter.
Ein überdimensionales Riechorgan war das auffälligste Merkmal jenes Mannes, der ein kurzes, aber sehr bewegtes Leben führte.
Nach seiner Militärzeit und der Rückkehr aus dem Deutsch-Französischen-Krieg 1870–1871 visierte er eine neue Karriere bei der Polizei an. Der Einsatz als „Geheimer“ blieb bei den Ganoven nicht lange geheim. Ab 1875 steht er bei der Stadt Köln als Bezirksabdecker und ab 1878 als städtischer Hundefänger in den Lohnlisten. Seine neue Tätigkeit wird für den Stadtkämmerer zum Erfolg, denn das Hundesteuer-Aufkommen stieg gewaltig. Den Hundebesitzern war Lerschs Treiben aber ein Dorn im Auge. 1885 übernahm Lersch noch das Amt eines Scharfrichters, brauchte es aber nie auszuüben.

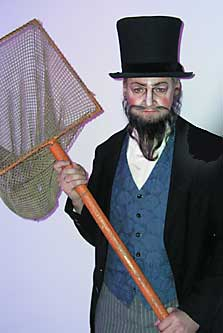
Läsche Nas

## Fressklötsch
Johann Arnold Klütsch (1778–1845) war Althändler, Taxator der Stadt.
Der stämmigen Person werden Teufelskräfte nachgesagt. Sein unermesslicher Appetit und sein großer Durst müssen sagenhaft gewesen sein. Kölns Wirte übertrafen sich gegenseitig in den Schilderungen immer größerer Fress- und Saufgelage, zu denen er sich gerne überreden ließ.
Sein Name wurde über die Stadt hinaus bekannt und hat als Wort Eingang in einige Dialekte und die Umgangssprache gefunden. So bezeichnet man auf Kölsch einen maßlosen Esser als „ene Freßklötsch“., im Bönnschen als „Frässklötsch“, im Aachener Dialekt als „Fressknütsch“. Möglicherweise wurde aber umgekehrt auch ein im Nordmittelfränkischen ohnehin vorhandenes Wort zu seinem Spitznamen.

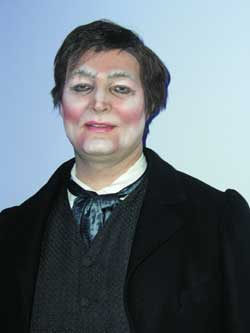
Fressklötsch

- Fressklötsch[1]

## Schabaudewing
Doctor Melchior Bauduin (1797–1880) war Wundarzt und Geburtshelfer.
Sein Name wird im Wortspiel mit Schabau in Verbindung gebracht. Im Sommer wie Winter trug er einen weiten blauen Mantel mit mehreren übereinander liegenden Kragen. Man traf ihn nur mit Schirm und Hut, den er aber nie aufsetzte, an. Es war ihm verwehrt, ein Examen abzulegen, aber er betätigte sich dennoch als Arzt.

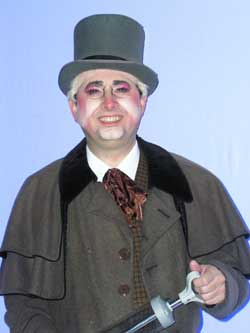
Schabaudewing

- Schabaudewing[1]

## Bolze Lott
Scholastika Bolz (1825–1902) war Kääzemöhn (Kerzenverkäuferin), Schmugglerin und Reisende.
Als Tochter eines Rhingrollers wusste sie sich stets wort- und schlagkräftig zu behaupten. Nachdem sich ihr Lebensunterhalt nicht mehr als Kerzenmädchen bestreiten ließ, wurde sie Schmugglerin. Die damalige Mode mit weitaufgeblähten Röcken kam ihr dabei entgegen. Versuchte ein Zöllner, dem Gesetz genüge zu tun, bleute sie diesen ordentlich. Im Alter handelte sie in Wallfahrtsorten wieder mit Kerzen und Heiligenbildchen.

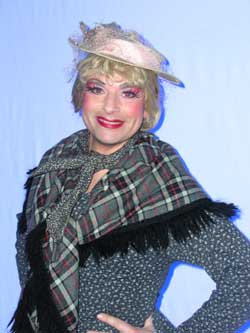
Bolze Lott

## Schutzmann Streukooche
Johann Jakob Hehn (1863–1920) war städtischer Nachtwächter und königlich preußischer Polizeibeamter.
Der königlich preußische Polizeibeamte (vorher war er Nachtwächter) war bei allen sehr beliebt, besonders bei den Kindern. Als Nachtwächter bestand seine Aufgabe u. a. darin, die Bäckergesellen und -Lehrlinge in seinem Bezirk, dem Severinsviertel, nachts zu wecken. Dabei erfuhr ihm eines Nachts das Missgeschick, im Hausflur einer Bäckerei in einen Streuselkuchen (Kölsch: Streukooche) zu treten – dies brachte ihm seinen Spitznamen ein. Er hatte 3 Jungen und 2 Mädchen: Jakob, Lieschen, Hanni (Johannes), Röschen und Karl. Lieschen hatte eine Tochter, 5 Enkel und 5 Urenkel.

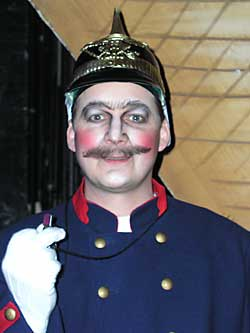
Schutzmann Streukooche

## Böckderöck Wau-Wau
Anna Maria Zaudig (1803–1876)
Das Schimpfen und Fluchen der gebückten, etwas verkommen aussehenden Frau über die im Käfig lebende Wachtel eines Nachbarn war im ganzen Veedel bekannt. Sie soll zu dem Vogel gesagt haben: „Dat ewije Pöcderöck mäht mich noch janz jeck.“ Daher bekam sie dann auch den Spottnamen „Pöckderöck“ oder „Böckderöck“. Auf der Straße neckten sie deshalb die Kinder mit dem Böckderöck-Ruf. Lief sie dann stockschwingend den Kindern nach, erscholl von anderen – als Antwort – ein lautes „Wau-Wau“. Verzweifelt versuchte sie, ihre Nerven mit Schnaps zu beruhigen.

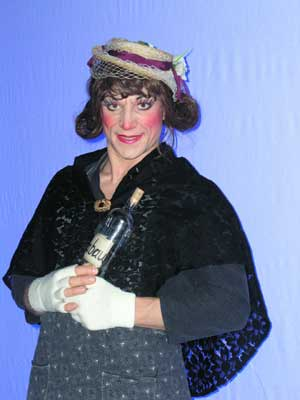
Böckderöck

- Böckderöck[1]

## Bullewuh
Hieronymus Blau (1815–1884), städtischer Wegeaufseher.
In den Anlagen am Eigelsteintor und am Sicherheitshafen (Türmchen) führte Hieronymus Blau die Aufsicht. Als „Dienstmütze“ trug er eine alte grüne Försterkappe, in seiner Hand hielt er stets seinen Stock, auf den er sich mitunter stützte, den er aber auch benutzte, um die Pänz (Kinder) zur Räson zu bringen. Der Bullewuh führte ein strenges Regiment: Wo er sich blicken ließ, riefen ihm die Kinder nach: „Bulle-Bullewuh - hau die Kinder nit esu!“.

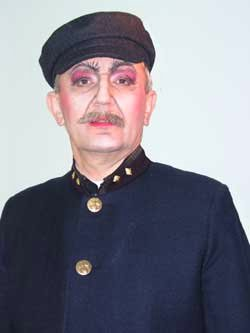
Bullewuh

- Bullewuh[1]

## Meister Lupus
Cornelius Wolff (1802–1887), Schneidermeister.
Mit seinen beiden Schwestern Johanna und Josephine bewohnte Cornelius Wolff das an der Ecke Appellhofplatz gelegene Haus Langgasse 18. Seine beiden Schwestern führten eine Kurzwarenhandlung, während Cornelius ein gefragter Schneider war. Gleich in seiner Nähe in der Schwalbengasse, betrieb die Familie Nelles das „Schnapskasino“. In dieser Gaststätte verkehrte der „Herr Kleiderkünstler Lupus“ (lat. lupus = Wolf) neben Angehörigen des Mittelstandes, Gelehrten, Malern, Juristen, Musikern, Beamten und Offizieren. Er leistete viele Beiträge zur Unterhaltung der Gäste, bis er genug vom Punsch hatte, den der Wirt selbst verfertigte. Freunde schickten ihn dann nach Hause, um ihn vor dem Gespött anderer Gäste zu bewahren. Am einfachsten war dies zu erreichen, wenn sie ihm erzählten, sie müssten über einen „Hoflieferantentitel“ für ihn beraten.

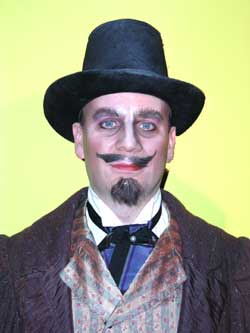
Meister Lupus

## 20. und 21. Jahrhundert
Zumindest in Presseartikeln werden auch Personen der jüngeren Zeitgeschichte als Kölner Originale bezeichnet. Dies gilt beispielsweise für den Schauspieler Willy Millowitsch, den Boxer Peter Müller („Müllers Aap“), die Halbweltgrößen Anton Dumm („Dummse Tünn“) und Heinrich Schäfer („Schäfers Nas“) oder den Gastwirt Hans Lommerzheim.
Der Kunstsammler Hermann Götting († 2004) wurde schon zu Lebzeiten aufgrund seiner extravaganten Erscheinung im Straßenbild zuweilen als Stadtoriginal bezeichnet, war damit selbst aber nicht einverstanden.